# The Last Bus
The Last Bus is een Britse film van Gillies MacKinnon die werd uitgebracht in 2021. 

## Verhaal
Tom Harper is een gepensioneerde automonteur die woont in John o' Groats, een dorp in het uiterste noorden van Schotland. Hij heeft net zijn vrouw Mary verloren. Net als zij is hij afkomstig uit Cornwall, meer bepaald uit Land's End, in het uiterste zuidwesten van Engeland.
Tom besluit om terug te keren naar hun geboorteplaats ten einde op die manier het overlijden van Mary te verwerken. Enkel gewapend met een koffertje en zijn gratis buspasje doorkruist hij zuidwaarts het Verenigd Koninkrijk. Tijdens zijn talrijke busreizen ontmoet hij de meest diverse personen. 

## Rolverdeling
| Acteur         | Personage                |
| -------------- | ------------------------ |
| Timothy Spall  | Tom Harper               |
| Phyllis Logan  | Mary                     |
| Ben Ewing      | de jonge Tom             |
| Natalie Mitson | de jonge Mary            |
| Kevin Mains    | racist in de bus         |
| Ciaron Kelly   | de eerste buschauffeur   |
| Manjot Sumal   | dokter Aziz, de oncoloog |